# Флаг сельского поселения Нудольское
Флаг сельского поселения Нудо́льское является официальным символом муниципального образования сельское поселение Нудольское Клинского муниципального района Московской области Российской Федерации.
Флаг утверждён 21 ноября 2008 года и внесён в Государственный геральдический регистр Российской Федерации с присвоением регистрационного номера 4543.
Флаг составлен на основе герба сельского поселения Нудольское по правилам и соответствующим традициям геральдики и отражает исторические, культурные, социально-экономические, национальные и иные местные традиции.

## Описание
«Прямоугольное синее полотнище с отношением ширины к длине 2:3 с изображением фигур герба сельского поселения, выполненных белым и жёлтым цветами».
Геральдическое описание герба гласит: «В лазоревом поле под положенным во главе золотым почтовым рожком — серебряная фигура, подобная пониженному поясу выгнутому посередине большой дугою, в которую вплетена золотая звезда о четырёх лучах (из которых верхний положен поверх дуги, а боковые — за ней)».

## Обоснование символики
Символики фигур флага многозначна:
— жёлтая звезда о четырёх лучах аллегорически символизирует само сельское поселение, которое объединило в своих границах четыре сельских округа: Нудольский, Нарынковский, Щекинский и Малеевский;
— три луча, переплетённые с лентой — это три сельских округа: Нудольский, Нарынковский и Щекинский, по территории которых протекает река Нудоль;
— жёлтая звезда, охваченная по сторонам белой лентой-рекой, отражает посёлок Нудоль, окружённый с трёх сторон изгибом одноимённой реки;
— белая лента это не только символ реки Нудоль, давшей своё название поселению, но и образное изображение полотна ткани. Толчок развитию посёлка Нудоль дало строительство в 1911 году промышленником В. М. Щербаковым Спас-Нудольской мануфактуры — ткацкой фабрики, современной плетельно-басонной фабрики;
жёлтый рожок в верхней части флага символизирует неразрывную историческую связь Нудольского поселения с Клинским районом: почтовый рожок — элемент герба Клинского муниципального района.
Жёлтый цвет (золото) — символ богатства, стабильности, уважения и интеллекта.
Белый цвет (серебро) — символ чистоты и совершенства, мира и взаимопонимания.
Синий цвет (лазурь) — символ чести, благородства, духовности, возвышенных устремлений.